# 2984 Chaucer
2984 Chaucer là một tiểu hành tinh [[vành đai chính, được Edward L. G. Bowell phát hiện năm 1981. Nó được đặt theo tên Geoffrey Chaucer, một nhà thơ Anh thời trung cổ.